# Pablo Mendoza
Pablo Javier Mendoza Paz (26 de mayo de 1976),  guitarrista y profesor. Posee para el 2017 Nueve (9) CD y 1 DVD, 1 álbum doble recopilatorio, es el pionero del subgénero shred en su país y el desarrollador de la guitarra solista moderna en Venezuela, siendo reconocido dentro y fuera del país, por la prensa así como editores bibliográficos. (La guitarra en Venezuela, desde sus orígenes, A. Bruzual) Se ha dedicado a la docencia de la guitarra desde 1991 donde se ha destacado por ser uno de los profesores de guitarra más solicitados dentro y fuera de Venezuela. 

## Biografía

### Sus Inicios
Su inquietud por la música comienza cuando la novia de su hermano le regala un cuatro, instrumento típico de la música venezolana,  en el año 1984. En aquel entonces, la novia de su hermano le enseñaba algunas canciones y acordes básicos del instrumento. Posteriormente, en el año 1985, nace en él un profundo interés por la guitarra, especialmente la eléctrica, pero para ese momento tuvo que conformarse con una guitarra acústica usada, abandonando por completo el cuatro. En ese instante empieza su estudio particular del instrumento mediante métodos modernos de guitarra y algunos libros. Al poco tiempo, en el año 1987, comienza a interesarse también por el canto y la batería, y es cuando adquiere una batería electrónica y junto con algunos amigos del colegio organiza una banda de música Pop, donde él sería el baterista y la voz principal. Ese mismo año, se inicia en la Banda de Guerra del Colegio La Salle La Colina, donde adquiere los conocimientos básicos de teoría musical y el manejo de la percusión marcial. Mientras pertenecía a la banda de guerra, se une como Segundo Guitarrista y vocalista a la banda de música Pop-Rock AK, con la que realiza sus primeros conciertos y presentaciones en fiestas y festivales.

### Formación Musical
En el año 1989, adquiere su primera guitarra eléctrica e ingresa a la academia Musiyama (Yamaha) para iniciar estudios formales de música con el Prof. Jesús Potellá. Posteriormente inicia estudios a nivel de guitarra eléctrica en la academia Rolland Learning Center y el Centro de Enseñanza Arts Nova. En 1990, ingresa a la banda Metástasis, de Hard rock Fusion, en principio como segundo guitarrista y vocalista y posteriormente compartiendo la guitarra principal con su buen amigo José Antonio Rodríguez Durán el cual colaboró en la guitarra de Facundo Coral para la grabación del disco escalofrío de la banda GILLMAN disco Escalofrio, en esta banda se inicia en el mundo de las versiones y composiciones polifónicas para dos guitarras. Ese mismo año, realiza estudios de técnicas de blues y rock con el guitarrista Facundo Coral y, un año más tarde, inicia los estudios de guitarra acústica y eléctrica a nivel de jazz con el Prof. Darío Sosa. En el año 1994 comienza estudios con el prestigioso guitarrista de Jazz Fusion Rock, Miguel González, con quien hace trabajos musicales a dúo en el Campo de Golf del Country Club y en varias fiestas privadas y festivales, además realiza suplencias en bandas como Tras Luz y Claustrophobia, al tiempo que conformaba la banda The Buns, con el objetivo de versionar a otras bandas en fiestas y locales nocturnos. Esta última banda tuvo una duración de 2 años aproximadamente y, desde el año 1996 hasta 1999, se dedica únicamente a la pedagogía de la guitarra y de la música en general y a la conformación de la banda de versiones Hercólubus.

### Carrera profesional
En el año 1999 ingresa en la banda Amerika II, la primera banda de Rock Neoclásico en Venezuela, para colaborar en la grabación del su tercera producción discográfica. Además Pablo Mendoza ha sido llamado por una de las agrupaciones con más proyección nacional, Los Beat 3, para colaborar en la grabación de varios solos y rítmicas en general. Esta última banda, ha sido invitada varias veces al festival tributo a Los Beatles más grande del mundo, el cual se celebra en Liverpool. Además, como solista, cuenta con cuatro producciones discográficas, ha tenido la oportunidad de compartir tarima con los guitarristas estadounidenses Paul Gilbert y Joe Satriani. Su banda solista, ha contado con la participación de grandes músicos de la escena venezolana, tales como: Carlos Quintero en el bajo, exguitarrista, exbajista y exvocalista de Amérika II y miembro de los Beat 3), Raúl Pérez como guitarrista, Miguel Pepe como bajista (bajista de las bandas Torre de Marfil, Krueger y Electrocirkus) y actualmente, cuenta con la participación de Eduardo Sáez en la batería ([[Ex-Guillmail]n]], Cronos y Electrocirkus), Enrique Pérez en el bajo (Mojo Pojo, Roque Valero y Hani Kawan) y Luis González en los teclados (Tierra del Dragón y Mojo Pojo). 
Actualmente, además de su carrera solista, Pablo Mendoza se dedica a asesorar agrupaciones que se están iniciando en el mundo de la música, para transmitirles todo su legado de profesionalismo y cultura musical. También lleva las riendas de su propia academia de música: la Academia de Música "Pablo Mendoza", la cual funciona desde julio del año 2009 en la ciudad de Caracas. Ese mismo año, coloca un EP, con siete temas en vivo, para su descarga gratuita a través de su página web.
En sus discos han participado grandes músicos como Stuart Hamm, Peter Colina, Carlos Nené Quintero, Kinttero, Eduardo Sáez, Efraín González, Ricardo Chacín, Alexis Peña, Juan Carlos Rondón, Luis Daniel González, Jorge Rojas, Max Aranguibel, Héctor Castillo, Phil Naro, Adrian Van Woerkom, Adolfo Herrera, Oscar Fanega, Horacio Rodríguez Casal, etc.. además de ser el primero y hasta ahora el único Venezolano en tocar en vivo con el guitarrista estadounidense Joe Satriani. 
En el año 2010 se une a otros músicos destacados de la escena venezolana e internacional conformando una banda de Rock Fusión Progresivo llamada Backhand. Esta banda está conformada por Oscar Fanega en el bajo, Adolfo Herrera en la batería, Pablo Mendoza en la guitarra, Adrian Van Woerkoem en el teclado además de contar con Phil Naro.
En el año 2014 sacan al mercado su primer álbum titulado Through the Turbulence, recibiendo excelentes críticas por parte de revistas especializadas en Rock Progresivo alrededor del mundo.
Para el 2015 salió a la venta su 8.ª producción "Ashes & Sensations", y el EP "To whatever you say" bajo el sello World Sound Bank desde marzo de 2016, donde además de ser el compositor de todos los temas (excepto la interpretación en formato acústico del clásico de Jimi Hendrix “Little wing”, es el cantautor de varios de los temas.
Ha hecho varios conciertos importantes con Backhand, destacando entre estos el Progressive Nations at Sea, festival internacional organizado por Mike Portnoy en el año 2012 y el North Carolina Prog Festival en 2014, siendo invitados a dar entrevistas en varias radios locales.

### Backhand
Para el año 2010 su trabajo musical inspira al locutor Venezolano José Luis "Cotufa" Pimentel y de la mano de ambos forman la banda BACKHAND, la cual está conformada por 5 de los mejores músicos de Jazz y Rock de Venezuela y USA, (Adolfo Herrera, Oscar Fanega, Adrian Van Woerkom, Phil Naro, Pablo Mendoza) en el género "Rock progressive", ya con un primer CD a la venta en el 2014, con conciertos en los Estados Unidos, Las Bahamas, Venezuela.
En el año 2014 sacan al mercado su primer álbum titulado “Through the Turbulence”, recibiendo excelentes críticas por parte de revistas especializadas en Rock Progresivo alrededor del mundo. Posee temas en el álbum con el cantante de la banda Phil Naro, quien ha participado recientemente en discos con Bryan May (guitarrista de Queen), Julian Lennon (Hijo de John Lennon, cantante y guitarrista de Los Beatles) y es ganador de un premio EMMY, entre muchos otros.
Pablo Mendoza fue el cofundador y el que ofreció su repertorio solista para el primer concierto de esta banda de gran calibre en octubre del año 2010,  recibiendo críticas de mucho valor y de gran expectativa. Está considerada por la prensa especializada como una súper banda de Rock de altísima calidad. El arte del disco estuvo a cargo del gran maestro plásticoPancho Quilici, radicado en Francia, quién se ofreció a hacerlo debido a la gran comunión con la música de la banda. Siendo este, hasta ahora su único arte para carátula de una banda de música. Quilici es uno de los artistas plásticos más galardonados en la actualidad

#### Academia de música
Director de la academia A.M.P.M (Academia de Música Pablo Mendoza), fundada en el año 2009 la cual ya posee actualmente 1 sede en Venezuela, tuvo un núcleo en el Interior del país entre el 2012 y 2013. Ha sido profesor de casi 4000 alumnos, muchos de los cuales hoy por hoy son destacados guitarristas y compositores. AMPM ha recibido convenios de beca con la Universidad de Shepherd, en Los Ángeles, USA, (Cornel School of Contemporary Music) en beneficio de los alumnos con un certificado aprobado por la academia que él preside, a pesar de no contar con el reconocimiento oficial por parte de las autoridades en materia de educación en Venezuela.

### Discografía

#### Solista
- Ashes & Sensations (2015). WSB
- ...to whatever you say EP (2015). WSB
- Ashes EP (2013). Independiente
- CD&DVD Together Again Live (2011). Independiente
- En Vivo EP (2009). Independiente
- My Destiny (2008). Independiente
- En Concierto (2005). Independiente
- The Arabian Mystery (2004). Ariah Records
- Arabian Mystery (2002). Independiente
- Jarabe Celta (2000). Independiente

#### Backhand
- Through the Turbulence (2014)

#### Colaboraciones
- Shangri-la Hotel (Nunca fue editado) - Phil Naro

## Patrocinantes
Pablo Mendoza fue uno de los primeros artistas Venezolanos en recibir patrocinios de marcas de instrumentos y equipos musicales, como lo son Ernie Ball (marca norteamericana de accesorios y cuerdas para músicos) y Laney (marca británica de amplificadores de alta calidad) y haber recibido posteriormente el patrocinio de la marca de guitarras Music Man, marca fundada por Leo Fender y que es considerada una de las mejores del mundo, Una marca Venezolana sacó al mercado entre 2010 y 2015 su pedal signature, PMScreamer bajo sus propios requerimientos,  además la marca finlandesa de guitarras Guittek, hechas a mano por su extécnico de guitarras Jonathan Gómez, quien en este momento y para el 2017 piensa sacar una guitarra Signature con su nombre.